# Lysovice
Lysovice (in tedesco Lissowitz) è un comune della Repubblica Ceca facente parte del distretto di Vyškov, in Moravia Meridionale.